# 張愷 (弘治進士)
張愷（1470年—？），字舜卿，通州卫人，官籍，明朝政治人物。同進士出身。

## 生平
弘治十一年（1498年）戊午科顺天府鄉試第八十四名舉人。弘治十二年（1499年），聯捷己未科會試第二百四十四名，三甲四十六名進士，正德時官武昌府知府，九年（1514年）正月考察调用。调广西平乐府知府，十二年正月考察閑住。

## 家族
曾祖张荣，指挥佥事；祖张能，指挥使；父张信，指挥使，母楊氏，封淑人。具庆下。弟张悌。